# انتونیو کوسنتینو (ملوان)
انتونیو کوسنتینو (انگلیسی: Antonio Cosentino; ۱۰ مارس ۱۹۱۹ – ۱۹۹۳ (۷۳−۷۴ سال)) قایقران قایق بادبانی اهل ایتالیا بود.